# 坂井泉水
坂井泉水（日语：／ Sakai Izumi，1967年2月6日—2007年5月27日），本名蒲池幸子（日语：／ Kamachi Sachiko），日本女歌手、作詞家，日本摇滚乐團ZARD的主唱。A型血。所属唱片公司为B-GRAM RECORDS、所屬事務所為SENSUI(1998-2007)。

## 特好與个性
坂井泉水本人曾在参加电视节目时透露其不喜歡生魚片、穿高跟鞋和紅色衣服，但特別鍾愛藍色和白色，喜欢看电影和画画。坂井喜欢的乐器依次為鼓、貝斯和吉他，尤其喜歡Bass Drum（低音鼓）的聲音。此外，她非常喜歡带有西方古典氣息的弦樂和交響樂風格的音乐作品，于1997年9月推出的单曲《永遠》就有這樣的感覺。
其本人深具细腻敏感的特質，工作時間大部分都分布于黃昏到凌晨這段時間，而入睡的時間大部分為早上，因而除了工作人員之外，很少有其他朋友。
坂井泉水並不太擅長面對鏡頭，每當攝影師把鏡頭對準她，或者是在確定拍攝場景後，需要根據攝影師的想法去調整姿勢時，她總是顯得不自在，因而其身為藝人所需的魅力就會難以散发出來。在ZARD的CD封面之中，以坂井泉水的側面為封面而不直視鏡頭的畫面佔大多數，因為若刻意去擺姿勢拍照的話，往往就拍不出理想的效果。实际上，如果不讓攝影師而是讓經紀人和工作人員潛入她的錄音室內，從側面的角度來捕捉她真實的工作情景，反而拍出來的表情會特別好。經紀人曾經嘗試這麼做，她也不會去介意鏡頭的存在，有時甚至沒有意識到自己正在被拍照。而這些時刻拍下來的照片，表情都顯得相當自然。
ZARD通常在每週的二、四、六一直定期地進行歌曲的錄製工作，也就是說每個星期二、四、六坂井泉水肯定是在唱歌的。比如說晚上初步錄完，工作人員會簡單做一下歌曲的合成，她會把半成品帶回家，檢查當天唱出的效果，然後下次在錄音時她自己就會注意在演唱時把那些上次不滿意的地方進行改善。她撰寫歌詞的時候一直到開始錄製之前的最後一刻都會仔細揣摩什麽樣的歌詞最能打動人們的內心。從那佈滿線條痕跡、改動了多次的歌詞紙上不難看到她對“最深入人心的語言”所不懈追求的身影。
坂井泉水極為重視歌詞，在她留下的光輝成績背後，可說是人生的大部份時間都用在了歌曲創作上。在2004年演唱會上，她曾經明白向歌迷傳達這樣的意念：“我總是非常珍視語言和歌詞，希望這一點能夠透過音樂來傳達給你們”。
除了歌詞，坂井泉水對於自己的演唱要求亦非常嚴格。除了對細節不懈追求的性格之外，她對日常生活中的事情總是非常開朗，經常讓周围人感到可愛隨和的氣氛。她極為關心身边的人，例如對工作人員的照顧往往比製作公司更加周到。

## 经历

### 出道之前
出生於神奈川縣平塚市，家庭成員為父母、弟妹的五人家族，是五人家庭中的長女，下有一妹一弟。
於同縣的秦野市長大(小學4年)，曾就讀于秦野市立西小學，秦野市立西中學，神奈川縣立伊志田高中畢業。
學生社團活動曾參與：初中時代田徑隊，高中時代硬式網球隊。在松蔭女子短期大學(松蔭大學的前身)畢業後，在新宿地區的大型企業"第一不動產"工作約兩年。

### 模特兒時代
1988年，為不動產公司接待小姐的坂井泉水，被星探發掘，并在Stardust Promotion事務所旗下，以本名蒲池幸子参与模特兒活動。
1989年，東映卡拉OK皇后選拔，從三千位參賽者中脫穎而出獲勝。除了巡迴日本推銷東映的伴唱機，也拍攝共五首MV：Wink「One Night In Heaven 〜真夜中のエンジェル〜」、中森明菜「CARIBBEAN」、永井真理子「23才」、藥師丸博子の「手をつないでいて」、家鋪隆仁「未練〜STILL〜」。该工作一直到以ZARD出道後不久才結束。
在電視劇（1989年「春燈」、1990年），及綜藝節目上數次出演。
1990年擔任日清杯麵摩托車隊的賽車皇后。
1991年拍攝寫真影片「Body Works」、「SEXY SHOOTING」，及寫真集「NOCTURNE」。此外也拍攝过雜誌照片。

### 以歌手身份出道，ZARD主唱時代
1990年8月，坂井泉水參加B.B.QUEENS合音甄選。雖然最終落選，却被Being,Inc.社長長戶大幸选中，決定以藝名「坂井泉水」作为樂團ZARD的主唱主唱。
1991年2月10日，ZARD以『Good-bye My Loneliness』初次亮相，由坂井泉水擔任ZARD主唱，唱紅許多歌曲，「别认输」「搖擺的想念」「MY FRIEND」等多首作品破百萬銷量，成為90年代日本具有代表性的女歌手之一。

### 與病魔苦戰
從2000年起，坂井泉水的身體就不斷出狀況，包含子宮肌瘤、卵巢囊腫、子宮內膜異位症等，導致身體日漸虛弱。也因此在2001年休養，未發行新專輯。坂井泉水一直到2003年才全面恢復工作狀態。然而在2006年，拍完「點燃心火」的MV後當晚，身體突然不適入院，經檢查後證實罹患子宮頸癌。2006年6月接受了摘除子宮的手術，後繼續休養。但2007年4月發現癌細胞擴散至肺部，再度入院治療。由於抗癌劑的治療良好，坂井泉水還準備於秋天復出歌壇。

### 醫院意外
- 2007年（平成19年）

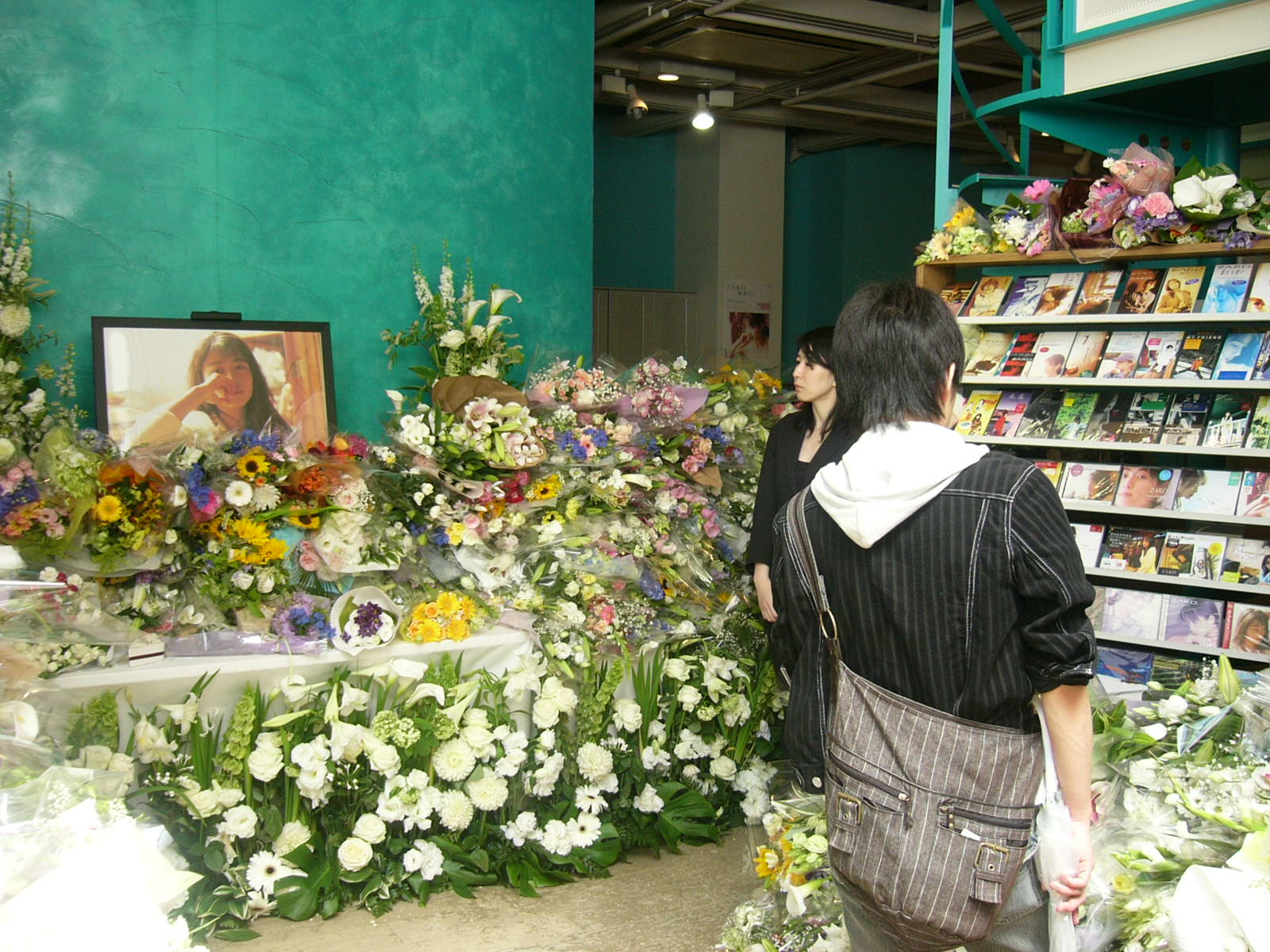
歌迷纪念坂井泉水

  - 5月26日清晨約5點40分，在慶應義塾大學病院接受癌症治療的坂井泉水在散步後準備返回病房時，意外從醫院樓梯二樓摔落到一樓，倒臥在醫院通往停車場的入口。雖然被路過民眾發覺後即時進行急救，但因頭部受到嚴重撞擊，自此再未甦醒，並於5月27日下午3點10分因脑挫伤（英语：Cerebral contusion）逝世，享年40歲。[4][5]
  - 5月28日所屬事務所於官方網站wezard.net發出希望「ZARD的音樂能一直在人們心中傳唱」的聲明。由於坂井泉水相當低調，抱著不讓歌迷擔心的想法，大眾都是透過這紙聲明，才得知她已罹癌一年的消息。
  - 5月30日，在東京都町田市的市中心，舉辦大型葬禮，戒名為『澄響幸輝信女』。
  - 東京及大阪的經紀公司設置的獻花台湧進上約十萬名歌迷弔念她。上年10月發表的精選輯『Golden Best ～15th Anniversary～』以第6名再回Oricon大碟公信榜，週榜也因此從300名外前進至第3名，這是Oricon歷史上從未有過的現象，Le Portfolio 1991-2006(DVD)週榜也前進至DVD音樂部門第1名。[6]
  - 6月26日，在東京青山喪葬儀所舉行的追思會，和坂井泉水有關的音樂人出席。如：織田哲郎、大黑摩季、池森秀一、小松未步、中村由利、淺岡雄也等。當日，B'z成員（松本孝弘和稻葉浩志）、倉木麻衣和讀賣巨人隊終身名譽監督長嶋茂雄發出了追悼評語。
  - 6月27日，在東京青山喪葬儀所開放給一般歌迷參加的音樂葬，約有40,100位歌迷到場和坂井泉水道別，參與人數在戰後僅次於hide（約5萬人）、美空雲雀（約4萬2,000人）、忌野清志郎（日语：忌野清志郎）（約4萬3000人）的葬禮，與吉田茂（約4萬人）、尾崎豊（約3萬7,000人）相近。[7]
  - 11月29日，TBS電視台「第49回日本唱片大賞」獲頒特別功勞獎。
  - 12月31日，生涯首度出現在NHK「第58回紅白歌合戰」，卻是以錄影方式登場，以供追憶。

## 其他
- 依照蒲池家的心願，坂井泉水的長眠之處不公開。法名最初是「澄響幸輝信女」，後升為「麗唱院澄響幸輝大姉」。
- 坂井泉水身故後，家人在其房間中找到近300份未发表的歌詞。
- 坂井泉水生前的兩大代表作《别认输》與《搖擺的想念》皆同時成為了小田急電鐵小田原線澀澤站的進站音樂（《不要认输》為上行、《搖擺的想念》為下行）。
- 除了作為歌手，坂井泉水也出版過四本詩詞集。此外也有學習油畫，其中數幅在逝世後的紀念展上展出。
- 坂井泉水  ポエトリーセレクション（POETRY SELECTION）第1弾「揺れる想い」
- 坂井泉水  ポエトリーセレクション（POETRY SELECTION）第2弾「負けないで」
- 坂井泉水  ポエトリーセレクション（POETRY SELECTION）第3弾「マイフレンド」
- 坂井泉水  ポエトリーセレクション（POETRY SELECTION）第4弾「promised you」

## 作曲作品
以下作曲作品皆由坂井泉水演唱。
- 「無法坦白說出口（素直に言えなくて）」：第2張單曲不可思議呀...（不思議ね…）c/w曲，第2張專輯不再探尋收錄曲，第45張單曲
- 「終有一天（いつかは・・）」：第2張專輯不再探尋收錄曲
- ：第16張單曲道別至今仍在這心中（サヨナラは今もこの胸に居ます）c/w曲，第7張專輯TODAY IS ANOTHER DAY收錄曲
- 「給你的藍調（君へのブルース）」：第42張單曲點燃心火（ハートに火をつけて）c/w曲

## 歌詞提供
除了自己所屬的樂團ZARD之外，坂井泉水亦有提供歌詞給其他歌手。
- 鄧麗君：（日本Menard化妝品（日语：日本メナード化粧品）廣告歌曲）
- DEEN：「展開雙翼（翼を広げて）」、「請別移開你的視線（瞳そらさないで）」、「Teenage dream」
- FIELD OF VIEW：「因為有你在（君がいたから）」、「突然」、「Last Good-bye」、「心逐漸地被你魅惑（DAN DAN 心魅かれてく）」
- WANDS：「Brand New Love」、
- Barbier（日语：栗林誠一郎）：「Christmas Time（クリスマス タイム）」、
- ZYYG, REV（日语：出口雅之）, ZARD & WANDS featuring 長嶋茂雄：「無止盡的夢想（果てしない夢を）」、（兩首歌曲皆與上杉昇（日语：上杉昇）共同作詞）
- 森進一：「青春的影子喲再見吧（さらば青春の影よ）」、「海市蜃樓（蜃気楼）」

以上作品除「無止盡的夢想」、「海市蜃樓」之外，坂井泉水皆有自翻唱。

## 其他參與作品
- DEEN：「展開雙翼（翼を広げて）」（和音）
- FIELD OF VIEW：「因為有你在（君がいたから）」（和音）
- WANDS：「Brand New Love」（聲音）
- Barbier：、「I still remember」（嘉賓演唱）

## 外部連結
- ZARD官網（页面存档备份，存于）（日語）